# Pieve di Bono
Pieve di Bono est une ancienne commune italienne d'environ 1 400 habitants située dans la province autonome de Trente dans la région du Trentin-Haut-Adige dans le nord-est de l'Italie. Elle fusionne avec Prezzo le 1er janvier 2016 pour former Pieve di Bono-Prezzo.

## Administration
| Période                                  | Période | Identité | Étiquette | Qualité |
| ---------------------------------------- | ------- | -------- | --------- | ------- |
|                                          |         |          |           |         |
| Les données manquantes sont à compléter. |         |          |           |         |

### Communes limitrophes
Tione di Trento, Praso, Lardaro, Ledro, Bersone, Prezzo, Castel Condino, Cimego